# 多形紅斑
多形紅斑（英：Erythema multiforme, EM）または多形滲出性紅斑（英：Erythema exsudativum multiforme, EEM）は感染症や薬剤等を切っ掛けとして発症する皮膚の紅斑である。皮膚および口腔粘膜の表在性毛細血管に免疫複合体（主としてIgMとの複合体）が沈着する事で発症している可能性がある。発生は稀であり、好発年齢は20代から30代である。特徴的な標的状病変または虹彩状外観を呈するが、本症には様々な形態・症状があり、故に「多形」と呼ばれる。軽症から中等症のEM minorと、重症のEM majorに区分される。

## 徴候と症状
症状は、軽度なものでは自然治癒する皮疹（多形紅斑軽症型）から、重度なものでは発熱を伴い粘膜病変を有し生命を脅かす状態（多形紅斑重症型）:139まで広範囲である。
区分::9
- 多形紅斑軽症型—多発する紅色丘疹で、環状または標的状の部分は隆起性である。紅斑の中心に水疱または糜爛を認める事がある。中程度の発熱を伴う場合もある。
- 多形紅斑重症型—上記に加え、1箇所以上の粘膜を侵襲する。

スティーブンス・ジョンソン症候群（SJS）と中毒性表皮壊死症（TEN）はかつて多形紅斑と連続した疾患概念だとされていたが、現在は鑑別されている:12。EM majorとSJS/TENとを比較すると、EM majorは粘膜症状や表皮の壊死性変化が少なく、重症感に乏しい:141。
軽度の場合は通常、軽度（時に重度）の瘙痒を伴う紅斑が四肢に対称性に出現する処から始まる。しばしば（アーチェリー等の）標的状の形状であり、淡色の中心部をより赤みの強い部分が環状に取り巻く。また中心部の発赤が強く（時に水疱または糜爛）、その周囲を淡色の領域が囲み、更にその周囲を比較的赤みの強い部分が取り巻く場合もある。通常7日から10日で回復する。
慢性多形紅斑の場合、1週間以内に擦り傷が出現する事が多い。衣服からの刺激または圧力に因る痛みが数週間から数ヵ月間持続する事がある。
- 標的状病変
- 標的状病変
- 脚の多形紅斑

## 原因
多形紅斑の原因として多くの疾患や薬剤その他が疑われている。
- 感染症：細菌（カルメット・ゲラン菌（BCG）ワクチン接種、溶血性連鎖球菌、レジオネラ症、ハンセン病、髄膜炎菌、マイコバクテリウム、肺炎球菌、サルモネラ種、ブドウ球菌種、肺炎マイコプラズマ等）、クラミジア
- 真菌（コクシジオイデス・イミチス）
- 寄生虫（トリコモナス種、トキソプラズマ）
- ウイルス（特に単純ヘルペスウイルス）
- 薬物反応：最も一般的なものは、抗生物質（スルホンアミド、ペニシリン等）、抗痙攣薬（フェニトイン、バルビツール酸系）、アスピリン、モダフィニル、抗結核薬、アロプリノールなど
- 身体的要因：放射線療法、寒冷刺激、日光
- その他：膠原病、血管炎、非ホジキンリンパ腫、白血病、多発性骨髄腫、骨髄線維症、多血症

EM minorは殆どの場合、単純ヘルペスウイルスが原因であると考えられる。EM majorの場合も約55%がヘルペス性とされる。他には、マイコプラズマに因るものが多いと思われる。
単純ヘルペスウイルスの抑制や予防（アシクロビル等を用いる）により、多形紅斑の再発を防ぐ事が出来る。

## 治療
多形紅斑はしばしば自然治癒するので、積極的な加療を必要としない。糖質コルチコイド療法は、治癒が加療に因るものか自然治癒であるのかを判別する事が難しいので、積極的には採用されない。

## 参考資料
1. ↑  “Erythema multiforme: MedlinePlus Medical Encyclopedia” (英語). medlineplus.gov. 2019年5月16日閲覧。
2. ↑  "erythema multiforme" - ドーランド医学辞典
3. 1 2  清水, 宏 (2018年1月). あたらしい皮膚科学 第3版. 中山書店
4. ↑  Erythema Multiforme - eMedicine
5. 1 2  “重篤副作用疾患別対応マニュアル－多形紅斑”.   PMDA. 2020年9月30日閲覧。
6. ↑  “Erythema multiforme: Pathogenesis, clinical features, and diagnosis”. UpToDate.com. 2018年12月29日閲覧。
7. 1 2 3  “Erythema multiforme”. Am Fam Physician 74 (11):  1883–8. (December 2006). PMID 17168345.
8. ↑  “Erythema Multiforme”.   Pubmed Health. 2012年11月28日閲覧。
9. ↑  “Use of steroids for erythema multiforme in children”. Can Fam Physician 51 (11):  1481–3. (November 2005). PMC 1479482. PMID 16353829.